# Freeborn (Minnesota)
Freeborn é uma cidade localizada no Estado americano de Minnesota, no Condado de Freeborn.

## Demografia
Segundo o censo americano de 2000, a sua população era de 305 habitantes.
Em 2006, foi estimada uma população de 294, um decréscimo de 11 (-3.6%).

## Geografia
De acordo com o United States Census Bureau tem uma área de
0,5 km², dos quais 0,5 km² cobertos por terra e 0,0 km² cobertos por água.

## Localidades na vizinhança
O diagrama seguinte representa as localidades num raio de 16 km ao redor de Freeborn.